# Lego Harry Potter: Die Jahre 1–4
Lego Harry Potter: Die Jahre 1–4 (englischer Originaltitel: Lego Harry Potter: Years 1–4) ist ein Action-Adventure, das von Traveller’s Tales bzw. TT Fusion (Mobile- und Handheld-Version) entwickelt wurde und von Warner Bros. Interactive Entertainment bzw. Feral Interactive (OS X) erstmals 2010 veröffentlicht wurde.
Mit Lego Harry Potter: Die Jahre 5–7 erschien 2011 eine Fortsetzung der Lego-Harry-Potter-Reihe.

## Handlung
Die Handlung und Gestaltung des Spiels hält sich eng an die Filme Harry Potter und der Stein der Weisen, Harry Potter und die Kammer des Schreckens, Harry Potter und der Gefangene von Askaban und Harry Potter und der Feuerkelch. Jedes Schuljahr ist aufgeteilt in sechs Kapitel und spielbare Zwischensequenzen, in welchen Harry, Ron und Hermine Unterrichtsstunden besuchen, um neue Zaubersprüche zu erlernen.
Wie in den vorherigen Lego-Spielen wird ein Level im „Free Play“-Modus freigeschaltet, wenn es im Story-Modus durchgespielt wurde. Der „Free Play“-Modus erlaubt es, die verfügbaren Level mit jeder der freigespielten Spielfiguren zu wiederholen und so an vorher nicht zugängliche Orte zu gelangen, um besondere Extras, die im Story-Modus unmöglich zu erreichen sind, einzusammeln.

## Spielprinzip
Das Spielprinzip ist vergleichbar mit den vorangegangenen Spielen Lego Star Wars I + II + III, Lego Indiana Jones I + II, Lego Batman I + II + III sowie Lego Fluch der Karibik: Die Spieler steuern ihre Spielfiguren durch lineare Level, in welchen sie Rätsel lösen oder Feinde besiegen müssen. Hierbei stehen ihnen Spielfiguren mit unterschiedlichen Fähigkeiten zur Verfügung, die es entsprechend einzusetzen gilt.
Wie auch in den vorherigen Spielen, sind in jedem Level verschiedene Extras versteckt, welche eingesammelt werden sollen. Waren es zuvor noch jeweils zehn Minikits oder Artefakte pro Level, sind nunmehr in jedem Level nur noch die vier Wappen der Häuser in Hogwarts zu finden. Insgesamt sind die jeweiligen Level wesentlich kürzer und dauern zum Teil nur einige Minuten, dafür wurde jedoch eine Art „Zwischenlobby“ eingeführt, in welcher die Spieler das gesamte Gelände von Hogwarts erkunden können, um auch hier wieder Rätsel zu lösen und Extras freizuschalten. Hierbei wurde geändert, dass neue Spielfiguren nicht wie zuvor in der Lobby zum Kauf bereitstehen, sobald sie in der Haupthandlung vorgekommen sind; vielmehr müssen sie nun (auch wenn sie in einer Hauptmission spielbar waren) in Form von 167 Charaktermarken auf dem ganzen Schulgelände oder je drei in den einzelnen Missionen gefunden werden, um käuflich erwerbbar zu sein. Der Sinn hiervon ergibt sich dadurch, dass ältere Schüler aus späteren als des jeweils aktuellen Jahres sowie Erwachsene mehr Zauber können. Diese sind in manchen Missionen nötig, sollen aber nicht direkt bis zum Ende freigeschaltet werden, da dies – gerade hier im Gegensatz zu bspw. Lego Star Wars – das Spielprinzip dieses Spieles (nötiges sowie gewolltes Backtracking etc.) untergraben würde.
Ebenfalls auf dem Schulgelände finden sich Pakete, welche stets im selben Raum zu einer Eule gebracht und somit „abgeschickt“ werden müssen. Hierdurch sind weitere Extras – in den Vorgänger-Spielen lediglich als Rote Steine, je einer innerhalb jedes Levels versteckt, sprich bspw. bei drei enthaltenen Filmen pro Spiel mit jeweils sechs Missionen stets 18 Extras; hier hingegen 20 Stück im gesamten Schloss verstreut – käuflich zu erwerben, welche sinnvoll (z. B. Unbesiegbarkeit oder Multiplikator für die obligatorischen verschieden farbigen Lego-Münzen, welche hier lediglich Studs genannt werden) oder belustigend (z. B. Karotten als Zauberstäbe) zum Spiel beitragen. Weitere fünf Extras rein kosmetischer Natur stehen wie bei den Vorgängern hier auch bereits von Beginn an zum Kauf bereit.
Ziel des Spiels ist es, insgesamt 200 Goldene Steine zu erlangen, was gleichbedeutend mit der Lösung jedes Rätsels im Spiel ist. Solche Steine gibt es für den Abschluss jedes Levels (inkl. der Bonuslevel im Verlies der Gringotts-Bank), einer bestimmten Anzahl gesammelter Studs in jedem Level (Wahrer Zauberer), der Hilfe für 50 Schüler in Gefahr (je einen pro Level sowie weitere 26 im Schloss), dem Finden der vier Hauswappen in jedem Level, dem sorgfältigen Durchsuchen von Hogwarts und Abschließen von Unterrichtsstunden dort sowie käuflich erwerbbar in der eigentlichen (kleinen, analog der Star Wars Cantina gehaltenen) Lobby incl. Levelauswahl für das Freie Spiel, der Winkelgasse, wo auch die anderen freischaltbaren Extras, Charaktere sowie in der Story nicht vorkommender und ebenfalls nicht notwendiger Verwandlungszauber zu kaufen sind. Sowohl in dieser als auch ihrer dunkelmagischen Nebenstraße (der Nokturngasse) sind ebenfalls einige Marken und Goldsteine sowie das Finale (standardmäßig ein Münzsammel-Bonusspiel, welches hier jedoch erstmalig Bestandteil der Story -Vorgeschichte- ist und ebenso den letzten kaufbaren Charakter freigibt) aufzufinden.

## Entwicklung
Die Entwicklung des Spiels wurde im März 2009 bekannt, obwohl Gerüchte bereits seit Ende 2008 kursierten. Warner Bros. bestätigte das Spiel offiziell im Juni 2009 mit einem voraussichtlichen Veröffentlichungstermin 2010.
Am Tag der offiziellen Ankündigung des Spiels wurde ein Teaser-Trailer veröffentlicht, gefolgt von vier einzelnen Preview-Videos, die im Dezember 2009 veröffentlicht wurden. Ein neuer Trailer wurde zeitgleich mit der Veröffentlichung des Spiels veröffentlicht. Alle sechs Trailer sind auf der offiziellen Website verfügbar. Eine Demo des Spiels wurde im Juni 2010 im PlayStation Network, auf Xbox Live und auf dem PC zum Download bereitgestellt.

## Rezeption
Lego Harry Potter: Die Jahre 1–4 wurde von der Fachpresse überwiegend positiv aufgenommen. Auf der Bewertungswebsite Metacritic hält das Spiel, basierend auf 42 Bewertungen, einen Metascore von 79 von 100 möglichen Punkten.